# Claudy Huart
Claudy Huart (Péruwelz, 22 juli 1946) is een voormalig Belgisch liberaal politicus.

## Levensloop
Claudy Huart werd beroepshalve vanaf 1967 assistent op de administratiedienst van het ministerie van Financiën.
Hij werd geboren in een traditioneel liberale familie en werd op zijn zestiende lid van de Liberale Jonge Wachten van Péruwelz. Later werd hij penningmeester en in 1979 voorzitter van de jongerenafdeling van de PRL in Péruwelz. Van mei tot oktober 1980, toen de PRL deelnam aan de regering-Martens III, was hij kabinetsmedewerker van de ministers van Financiën Robert Henrion en Paul Hatry, alsook van André Bertouille, staatssecretaris voor het Waals Gewest. Van 1983 tot 1985   was hij kabinetsattaché van Bertouille, toen die minister van Nationale Opvoeding was, en van 1985 tot 1988 vervulde hij dezelfde functie op het kabinet van François-Xavier de Donnea, de toenmalige minister van Landsverdediging. Daarna ging Huart opnieuw aan de slag op het ministerie van Financiën als hoofdambtenaar in Doornik. 
In oktober 1982 werd hij voor de PRL verkozen tot gemeenteraadslid van Péruwelz en was er van 1983 tot 1988 schepen van Financiën. Hij belandde daarna voor zes jaar op de oppositiebanken. Nadat hij er in oktober 1994 in slaagde om de PS-meerderheid van Roger Henneuse te breken, was hij van 1995 tot 2000 burgemeester van de gemeente. Na de gemeenteraadsverkiezingen van 2000 belandde de PRL er terug in de oppositie, waarna Huart nog tot eind 2012 in de gemeenteraad van Péruwelz bleef zetelen. Hij trok zich toen uit de actieve politiek terug.
Bij de verkiezingen van juni 1999 kwam hij voor de PRL (vanaf 2002 Mouvement Réformateur geheten) op als opvolger voor het Waals Parlement en het Parlement van de Franse Gemeenschap in het arrondissement Doornik-Aat-Moeskroen. Nadat verkozene Jean-Pierre Dauby in april 2000 plotseling overleed, volgde Huart hem op als lid van beide parlementen. In juni 2004 werd hij vanop de derde plaats van de Waalse MR-lijst in Doornik-Aat-Moeskroen niet meer herkozen als parlementslid.